# Сапфизм

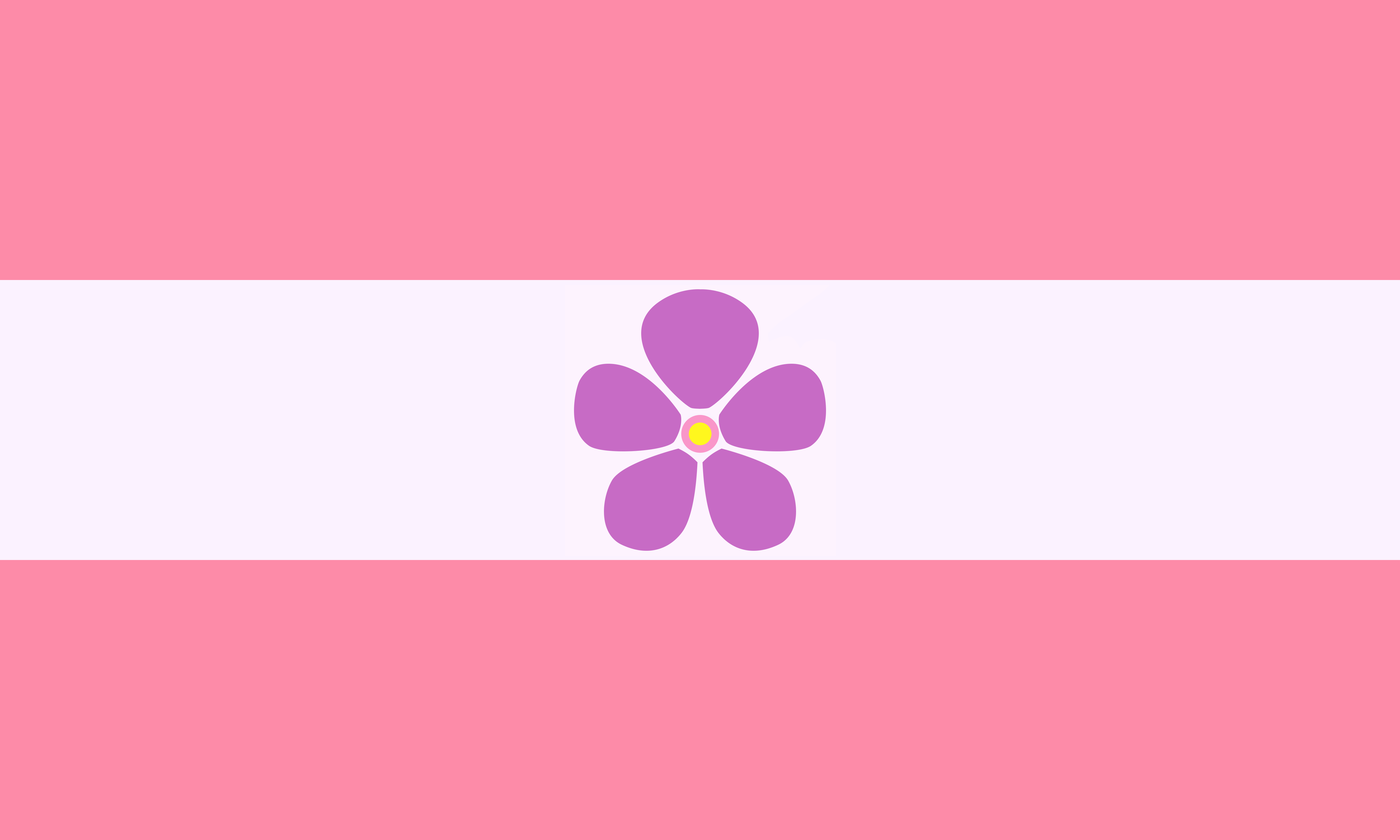
Сапфический флаг гордости

Сапфизм — зонтичное определение для женщин, которых привлекают другие женщины или трансфеминные люди, но не обязательно мужчины. Сапфическими называют романтические или сексуальные отношения между женщинами, не обязательно являющимися лесбиянками. 

## Определение
Сапфистка — это женщина, испытывающая влечение к другой женщине, но не обязательно к мужчине. Она может иметь любую сексуальную ориентацию, включающую интерес к женщинам, это могут быть как лесбиянки, так и бисексуалки, пансексуалки, асексуалки, аромантики и транс-феминные люди, которых привлекают женщины. Таким образом лесбиянка являются по умолчанию сапфисткой, но не каждая сапфистка обязательно будет лесбиянкой. Аналогичные отношения между мужчинами называются ахиллическими. 
В ЛГБТ среде сапфическими называются как правило отношения, в которых хотя бы одна из участниц является би/пансексуалкой, трансфеминным небинарным человеком, транс-женщиной, испытывающей влечение к женщинам или трансфеминным людям. Сапфическим также принято считать интерес асексуальных или аромантических женщин к другим женщинам.  
Определение сапфизм используется в большей степени для описания культуры, эстетики и отношений между женщинами, а не для сексуальной самоидентификации. Также «сафические» отношения в медиа подразумевают большею инклюзивность, участие в таких отношениях квир- небинарных, трансгендерных людей.   

## История определения
Определение «сапфизм» впервые стало использоваться с 1890-х годов по имени греческой поэтессы Сапфо, воспевавшей отношения между женщинами. Она родилась на острове Лесбос. «Лесбиянство» и «сапфизм» стали использоваться для обозначения женских гомосексуальных отношений. Определение «сапфизм» стало в итоге применяться к отношениям между женщинами вне зависимости от их ориентации, так как Сапфа в своей поэзии описывала своё влечение как к женщинам, так и мужчинам. Термин в его современном понятии стал активно применяться с 2020-х годов. 